# Holmelgonia
Holmelgonia là một chi nhện trong họ Linyphiidae.